# Lose Control (Kish Mauve)
"Lose Control" pjesma je britanskog glazbenog dua Kish Mauve. Pjesmu su napisali i producirali Kish Mauve za svoj debitantski album Black Heart (2009). izdana je kao singl 22. rujna 2008. godine u izdanju diskografske kuće YNYS Recordings. Pjesmu je u stvari napisala australska pjevačica Kylie Minogue. Minogue je snimila pjesmu, ali ona nije uključena u njen 10. studijski album X iz 2007. godine. 23. veljače 2009. godine, NAPT objavio je svoje remikse pjesme u digitalnom formatu i na 12-inčni singl.

## Popis pjesama
Digitalni download

1. "Lose Control" – 3:45
2. "Lose Control" (Fred Falke remix) – 8:14
3. "Lose Control" (Michael Morph remix) – 8:42
4. "Lose Control" (Chewy Chocolate Cookies remix) – 5:24
5. "Lose Control" (Neoteric remix) – 7:11
6. "Lose Control" (Superbass extended remix) – 5:12
7. "Lose Control" (Superbass radio edit remix) – 4:09
8. "Lose Control" (Sei A remix) – 7:10
9. "Lose Control" (Stockholm Syndrome remix) – 7:29
10. "Lose Control" (Kish Mauve White Noise remix) – 5:57
11. "Lose Control" (Kish Mauve extended remix) – 4:44
12. "Lose Control" (Stockholm Syndrome radio edit remix) – 3:30
13. "Lose Control" (Fred Falke radio edit remix) – 3:39

NAPT vs. Kish Mauve digitalni download

1. "Lose Control" (12" dub mix) – 7:00
2. "Lose Control" (Vocal mix) – 6:30

NAPT vs. Kish Mauve 12-inčni singl

1. "Lose Control" (12" dub mix) – 7:00
2. "Lose Control" (Vocal mix) – 6:30[1][3][4]